# Modiin-Maccabim-Reout
Modiin-Maccabim-Reout (מודיעין-מכבים-רעות, en arabe موديعين مكابيم ريعوت) est une ville israélienne du District centre d'Israël, dont une partie est considérée  comme une colonie par l'Union européenne.
Elle résulte de la fusion en décembre 2003 de Modiin avec la municipalité voisine de Maccabim-Reout. Il y a plusieurs quartiers à Modiin : Haprarim, Givatsi, Buchman, Shimshoni, Kayser...

## Histoire
La ville moderne de Modi'in est située près du site de l'ancienne Modi'in décrite dans le Talmud, bien que l'emplacement précis soit incertain. L'ancienne Modi'in pourrait se trouver à Suba près de Jérusalem, à Umm el-'Umdan près de la route 20 vers Canada Park dans le Latroun, à al-Midya, et à  Khirbet el-Burj (Titura,,/Horbat Tittora).
Modiin est célèbre pour avoir été la ville d'origine de la famille des Hasmonéens qui donnèrent l'indépendance puis dirigèrent la Judée aux premier et deuxième siècles avant l'ère chrétienne.

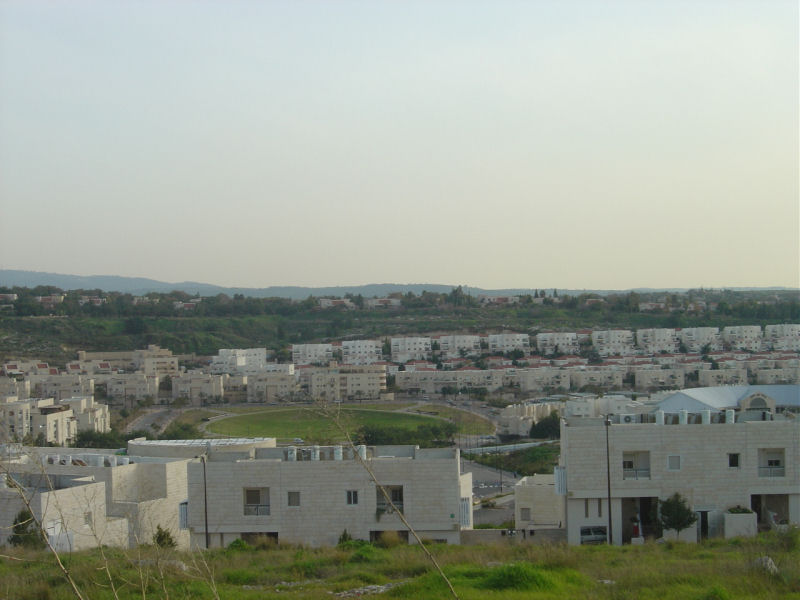
Modiin, avec Reout dessous

La ville moderne n'a commencé à être construite qu'à partir de 1993.

## Controverse au sujet du quartier Maccabim
En 2012, l'Union européenne a reclassé le quartier Maccabim, une partie de Modi'in, comme colonie de Cisjordanie  Cette redéfinition a eu pour effet de priver la zone concernée (qui est exclusivement résidentielle) d'une série d'avantages fiscaux préférentiels qui seraient normalement accordés aux produits israéliens exportés vers l'Europe. Cette décision a été prise pour mettre en œuvre une décision de 2010 de la Cour de justice de l'Union européenne. Elle a déclenché une controverse diplomatique. Le quartier Maccabim avait été établi dans le no man's land conformément aux accords d'armistice de 1949 ,..

## Géographie
C'est une ville moderne avec un haut standard en termes d'urbanisme, d'environnement et de projets d'agrandissement. 50 % de la ville est constituée d'espaces verts.

### Transports
Une ligne de chemin de fer relie la ville à l'aéroport international David-Ben-Gourion et à Tel-Aviv depuis 2008, puis à Rishon LeZion et Rehovot. Depuis 2022, la ville est desservie par une branche de la ligne entre Tel Aviv et Jérusalem.

## Population

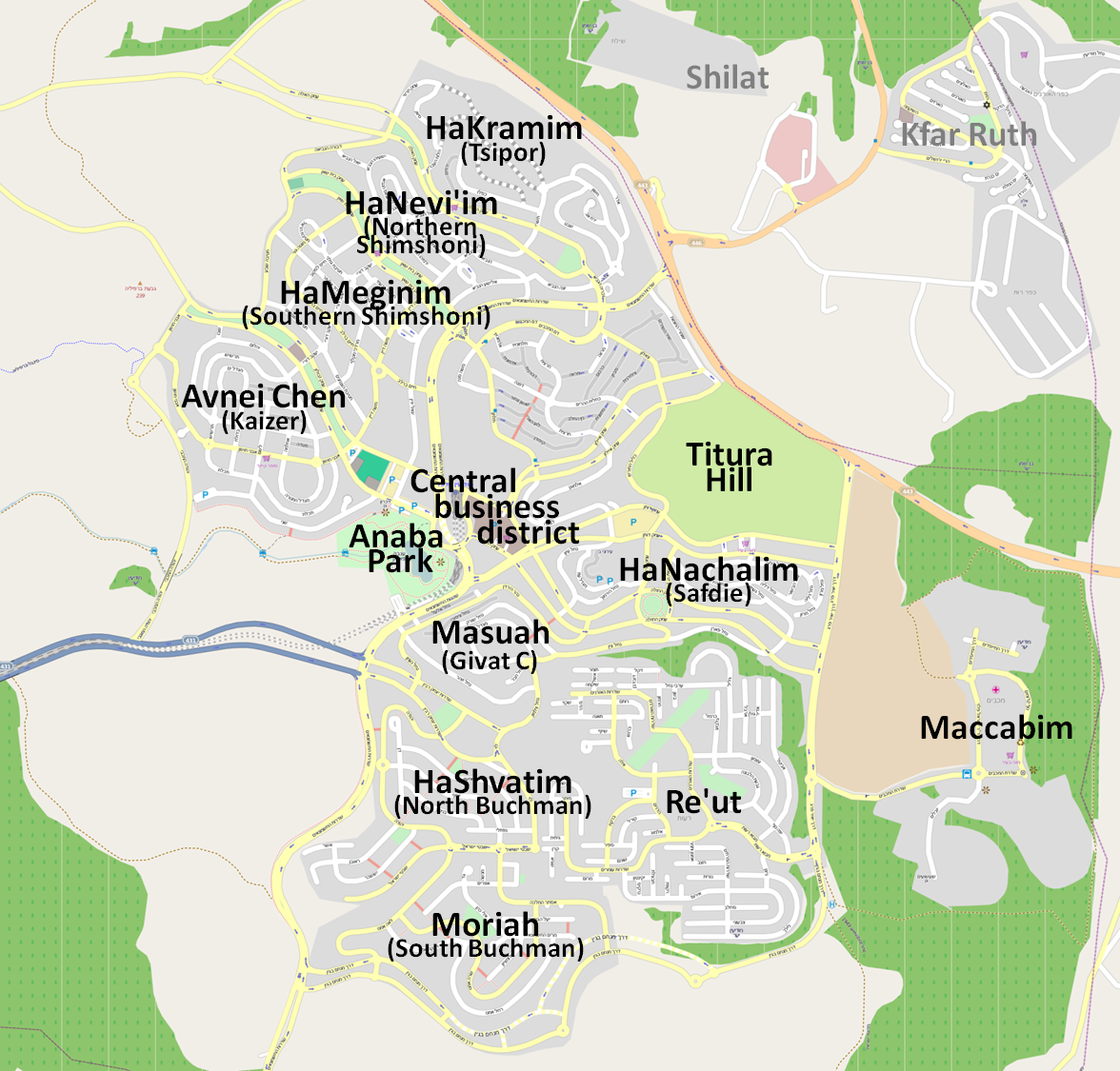
Carte de Modiin-Maccabim-Reout

La population de la ville est de 99 171 habitants en janvier 2022.

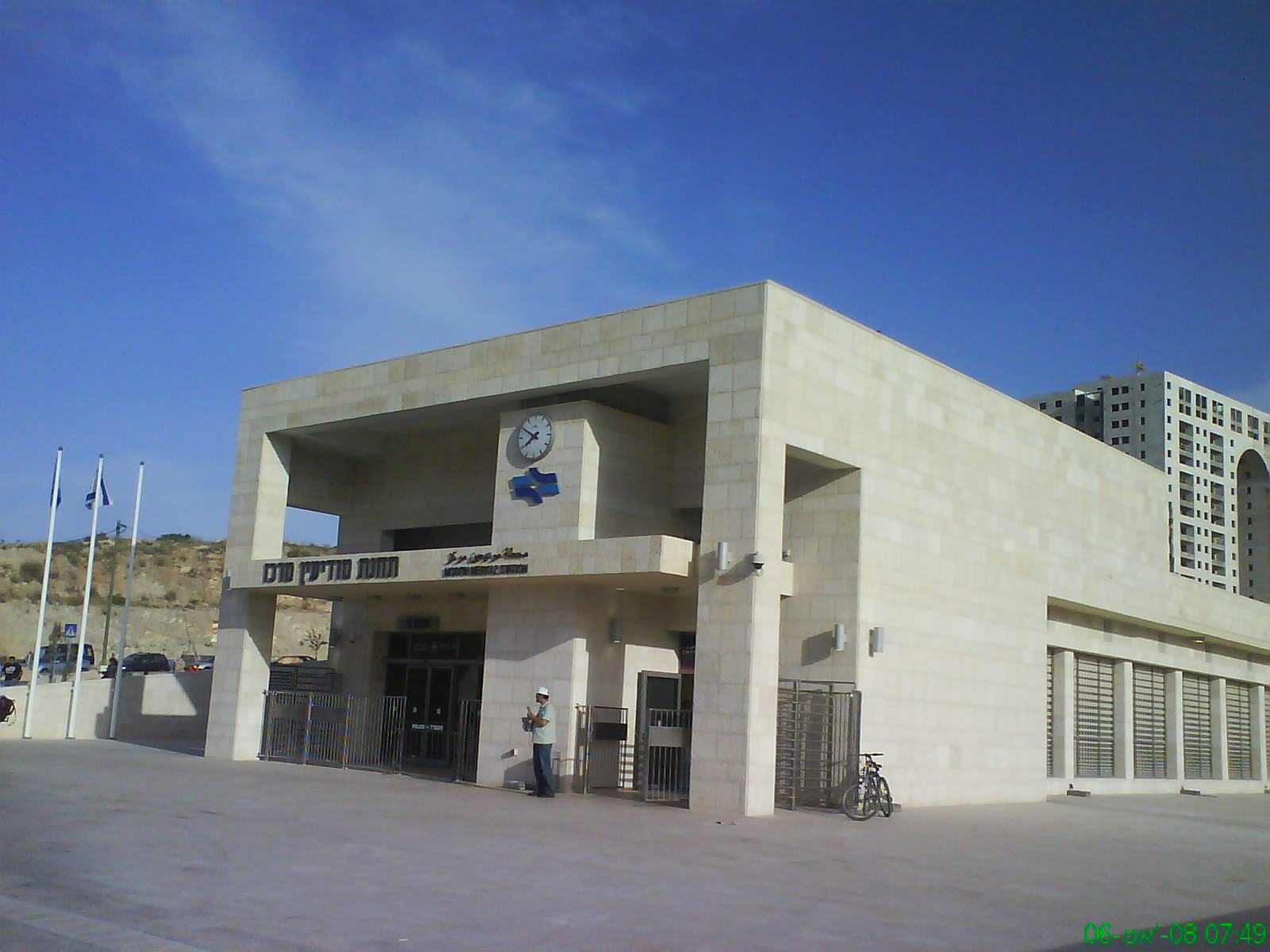
Gare.
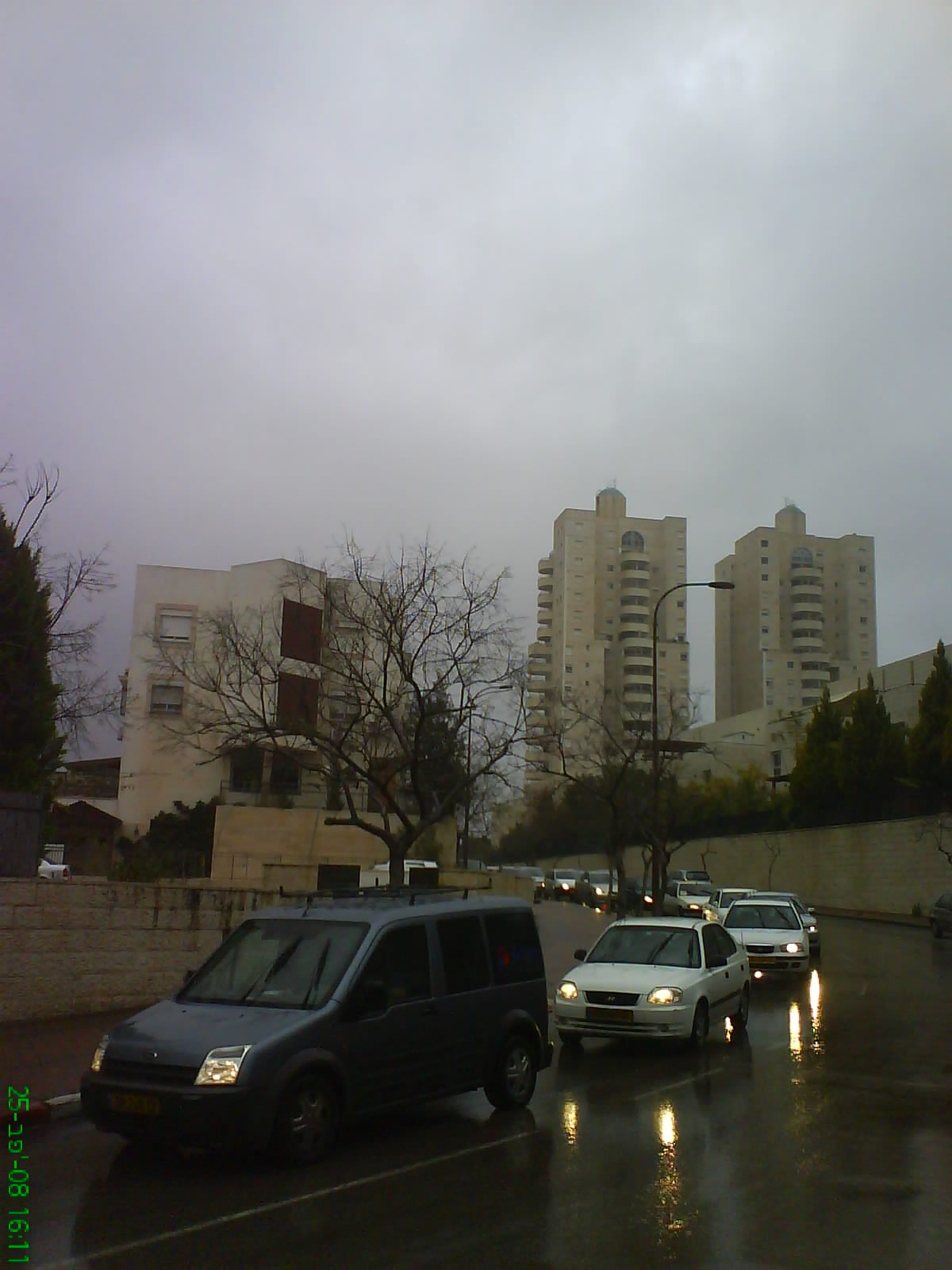
Rue de Levona.
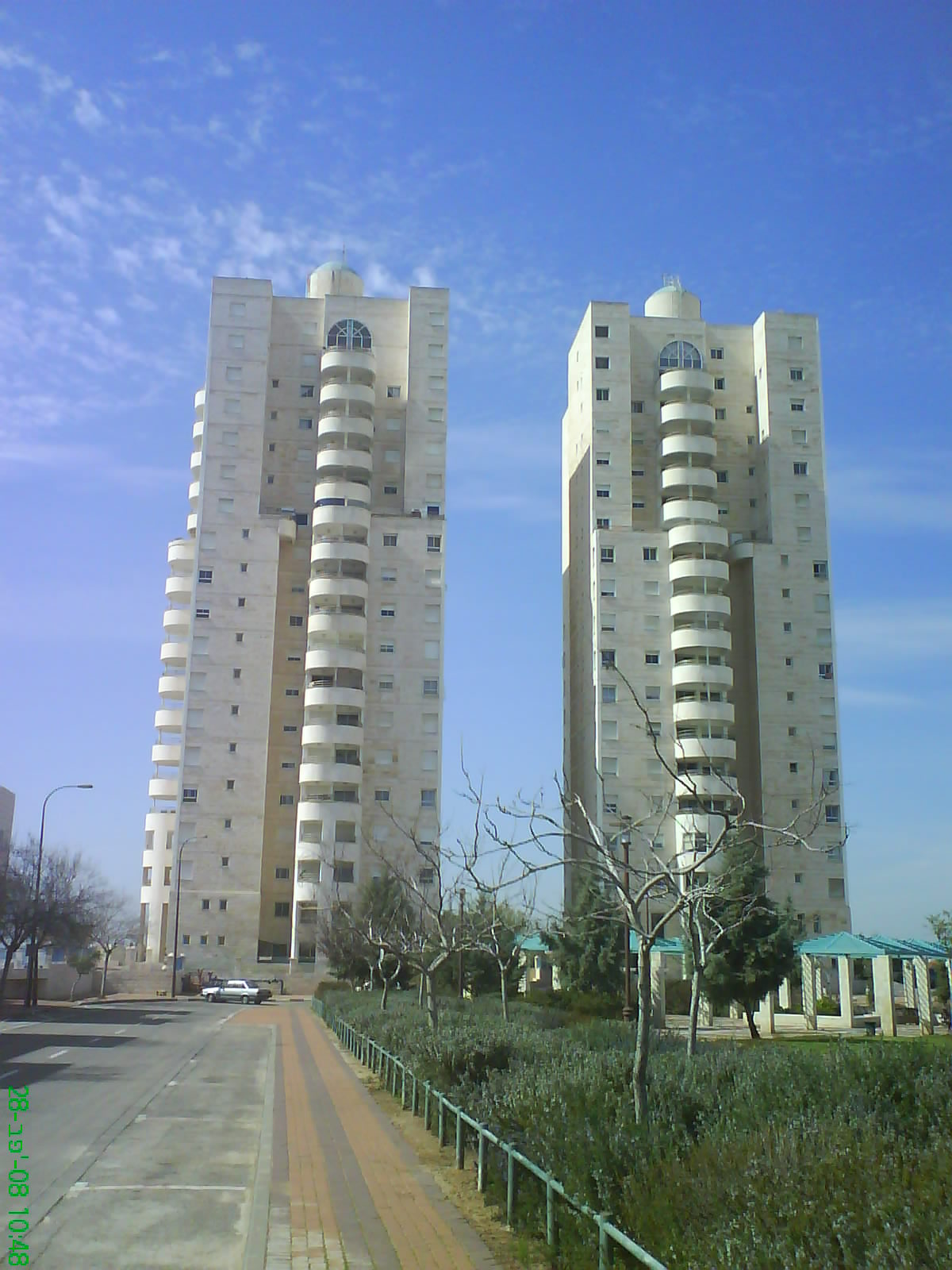
Nouveaux immeubles.
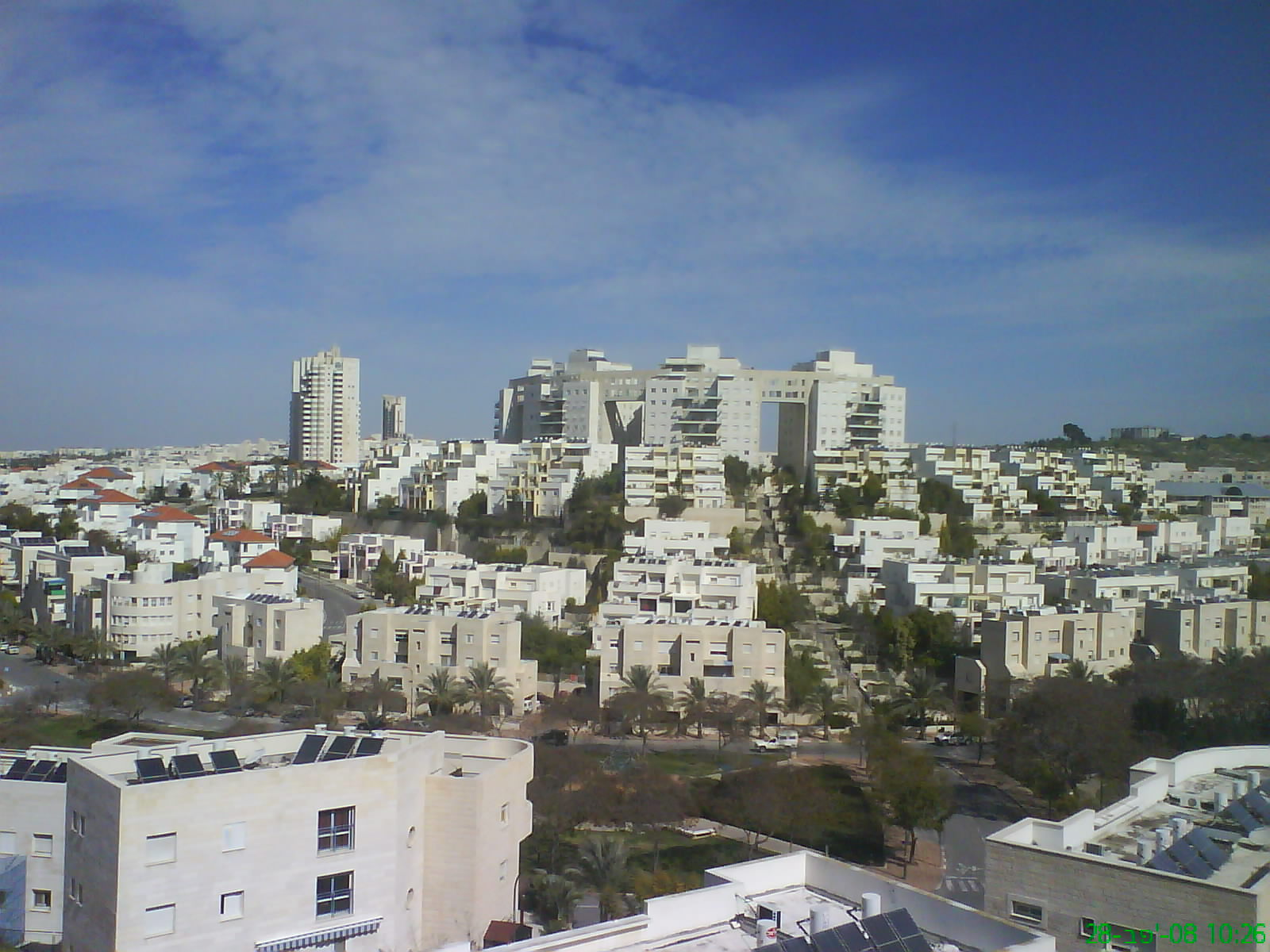